# Marion Roper
Pour les articles homonymes, voir Roper (homonymie).
Marion Roper, née le 15 septembre 1910 à Chicago et morte le 10 février 1991 à Ventura (Californie), est une plongeuse américaine, médaillée olympique en 1932.

## Carrière
Lors des Jeux olympiques d'été de 1932, elle remporte la médaille de bronze lors du plongeon de haut-vol à 10 m avec 35,22 points,.